# FK- und IK-Rigging
Forward (FK) und Inverse Kinematics (IK) sind Prinzipien aus der Robotik, die auf digitale Rigs für Computeranimation übertragen wurden, um Gelenkrotationen von 3D-Charakteren und anderen animierbaren 3D-Objekten zu berechnen.

## Forward Kinematics
Forward Kinematics, auch direkte Kinematik, ist eine von zwei grundlegenden Methoden, um die Gelenkbewegung eines vollständig geriggten Charakters zu berechnen. Bei der Verwendung von einem Forward-Kinematics-Rig kann eine Gelenkrotation nur Teile des Skeletts betreffen, die in der Verbindungshierarchie darunterliegen.
So beeinflusst z. B. die Drehung der Schulter eines Charakters die Position von Ellbogen, Handgelenk und Hand. Bei der Animation mit Forward Kinematics muss der Animator typischerweise die Rotation jedes Gelenks individuell einstellen, um eine gewünschte Position zu erreichen. Dazu muss der Animator die Gelenkhierarchie vom ersten bis zum letzten Knochen durcharbeiten.
Die Endposition eines Abschlussgelenks einer Gelenkkette (zum Beispiel ein Handgelenk am Ende eines Armes) ist also von der Rotation der vorhergegangenen Gelenke abhängig.
Bei dieser Methode liegt die Kontrolle über die jeweiligen Gelenkrotationen komplett beim Animator, aber bei entsprechend langen Gelenkketten oder präzisen Bewegungen ist der Arbeitsaufwand recht groß.

## Inverse Kinematics
Inverse Kinematic ist der umgekehrte Prozess der Forward Kinematics und wird oft als effiziente Lösung für das Rigging von Armen und Beinen eines Charakters verwendet. Bei einem Inverse-Kinematics-Rig wird das Abschlussgelenk direkt vom Animator platziert, während die Rotation der darüber liegenden Gelenke in der Hierarchie automatisch von der Software berechnet wird.
Inverse Kinematic ist am besten geeignet, wenn die Animation eine Endverbindung erfordert, die sehr genau platziert werden muss. Ein gutes Beispiel ist ein Charakter, der auf eine Leiter klettern muss. Da die Hände und Füße eines Charakters direkt auf die Leitersprossen gelegt werden können, ist es effizienter, ein Inverse-Kinematics-Rig zu nutzen, anstatt die Gelenke alle nacheinander zu drehen, bis das Abschlussgelenk auf der Sprosse liegt.
Ein Nachteil ist, dass die Inverse Kinematic Software-Interpolation verwendet. Der Animator hat keinen großen Einfluss auf diese Interpolation und muss Fehler, die zwischen den Schlüssel-Posen auftauchen, nachträglich bereinigen.

## Vor- und Nachteile

### Nachteile der FK
In eine FK-Animation muss viel Zeit und Geduld investiert werden. Für jede Pose müssen die Gelenke der kompletten Gelenkkette neu rotiert werden. Die Position eines Abschlussgelenkes ist dadurch schwer zu erreichen.

### Vorteile
Dafür ist FK flexibler einzusetzen als IK, und die Rotation von jedem einzelnen 	Gelenk in der Gelenkkette kann einzeln kontrolliert werden. Da dieses Prinzip der 	Funktionsweise eines echten Skeletts nahe kommt, muss man zwischen den Posen oft nicht viel korrigieren, da die Bewegung den natürlichen, bogenförmigen Bewegungsverlauf	nachahmt. Auch die natürliche Verzögerung, die zwischen den Gelenken stattfindet, ist dadurch einfach nachzuahmen.

### Nachteile der IK
Bei der IK hat man keine Kontrolle über die Rotation der Gelenke, die unter dem Einfluss der IK liegen, und muss sich auf den Computer verlassen. Das kann zu viel Bereinigungsarbeit führen.

### Vorteile
Man kann bei der IK zuverlässig die Position eines Abschlussgelenkes bestimmen. Dadurch geht der Animationsprozess an sich oft schneller.

### FK/IK-Switch oder -Blending
Um das Beste aus zwei Welten zu bekommen, setzt man bei vielen Rigs, vor allem Charakteren, einen sogenannten FK/IK-Switch ein.
Man stelle sich dafür drei Skelette vor: eines, das das Mesh kontrolliert, und zwei, die das erste kontrollieren können – quasi eine Marionette, deren Marionettenkreuz an zwei Marionettenkreuzen hängt. Eines der zwei ist ein FK-, das andere ein IK-Rig. Welches gerade das eigentliche Skelett kontrolliert, wird über einen Schalter oder Regelschieber bestimmt. So könnte man zum Beispiel eine Bewegung mit dem FK-Rig animieren, bis der Charakter seine Hand auf eine bestimmte Position halten soll (sich an der Wand abstützen oder eine Türklinke halten). Dann schaltet man mit dem Schalter das FK-Rig aus, das IK-Rig ein und animiert ab dann in IK weiter.
Um einen flüssigen Übergang, wenn man zwischen FK und IK wechselt, zu ermöglichen, kann man einen Regler verwenden, der das FK/IK langsam überblenden kann. So kann der Einfluss des FK- oder IK-Rigs auf das eigentliche Skelett gemischt werden.
In den meisten gängigen 3D-Programmen muss man keine drei Skelette bauen, sondern eines, das nach diesem Prinzip zwischen FK und IK wechseln kann.